# ماسادیو هایدارا
ماسادیو هایدارا (انگلیسی: Massadio Haïdara؛ زاده ۲ دسامبر ۱۹۹۲) یک بازیکن فوتبال اهل فرانسه است.